# Le Numéro gagnant (jeu télévisé)
Pour les articles homonymes, voir Le Numéro gagnant.
 (janvier 2025).
Si vous disposez d'ouvrages ou d'articles de référence ou si vous connaissez des sites web de qualité traitant du thème abordé ici, merci de compléter l'article en donnant les références utiles à sa vérifiabilité et en les liant à la section « Notes et références ».
Le Numéro gagnant est un jeu télévisé diffusé sur France 2 du 23 décembre 2001 au 18 décembre 2002 tous les dimanches à 17h30 et présenté par Nagui.
Produit par Air Productions et Starling, c'est une adaptation du jeu britannique Winning Lines, créé par Celador (producteur de Que le meilleur gagne et de Qui veut gagner des millions ?) et diffusé au Royaume-Uni sur la BBC1 de 1999 à 2004.

## Règles du jeu

### Manche 1
Quarante-neuf candidats, chacun assigné à un numéro de 1 à 49, prennent part à cette manche.
Six questions leur sont posées, dont la réponse est toujours un nombre. Ils disposent de 15 secondes pour répondre, mais ont le droit de ne pas jouer et d'attendre la question suivante, en sachant qu'une mauvaise réponse entraîne l'élimination définitive.
À l'issue de chaque question, le candidat ayant donné la bonne réponse le plus rapidement est sélectionné pour la deuxième manche. Le chiffre des unités de son numéro est retenu, et servira au jeu téléspectateurs (voir plus bas).

### Manche 2
Les six candidats encore en lice doivent à nouveau répondre à des questions à réponse chiffrée, à ceci près que cette fois, ce sont des questions de rapidité au buzzer, et que la réponse est l'un des numéros des candidats encore en jeu. Un seul candidat, le plus rapide à avoir pris la main, peut jouer chaque question.
- S'il donne une mauvaise réponse (peu importe le numéro), il est immédiatement éliminé.
- S'il donne la bonne réponse et que celle-ci est son numéro, il reste en jeu.
- S'il donne la bonne réponse, et que celle-ci correspond au numéro d'un concurrent, il l'élimine du jeu.
- Si personne ne prend la main à temps, le candidat dont le numéro était la bonne réponse quitte le jeu.

La manche se poursuit jusqu'à ce qu'il ne reste plus qu'un candidat, qui se qualifie pour la finale.

### Finale: le Mur des Réponses
Le finaliste fait face à trois grands écrans sur lesquels sont projetés 49 propositions de réponses numérotées de 1 à 49. Après 15 secondes de lecture, il a trois minutes pour répondre à autant de questions que possible, en donnant à chaque fois la réponse et le numéro correspondant. Peu importe si la réponse est bonne ou mauvaise, la bonne réponse à la question disparaît ensuite des écrans.
Le candidat dispose de deux "arrêts" de 15 secondes qu'il peut utiliser s'il hésite, ou s'il veut relire les couples numéros/réponses; en sachant qu'il ne pourra pas répondre aux questions avant la reprise du chronomètre.
A l'issue du temps imparti ou après 20 bonnes réponses, le candidat remporte un voyage, de plus en plus lointain en fonction de son nombre de bonnes réponses (un séjour en France pour 1 bonne réponse, un séjour à Tahiti s'il donne 20 bonnes réponses).
Tout au long de l'émission, les téléspectateurs ont l'opportunité de jouer pour remporter eux-aussi un voyage. Pour être éligible, leur numéro de téléphone doit comporter les six chiffres retenus pendant la Manche 1, dans n'importe quel ordre.